# Rikk Agnew
Richard Francis "Rikk" Agnew Jr., född 9 december 1958 i Newport Beach, Kalifornien, är en amerikansk musiker. 
Rikk Agnew växte upp i Fullerton, Kalifornien tillsammans med sina två bröder Frank och Alfie Agnew. Agnew har varit med i flera inflytelserika band inom punkrörelsen i Orange County såsom Social Distortion och Adolescents. Han har även lanserat tre soloalbum: All by Myself (1982), Emotional Vomit (1990) och Turtle (1992).